# GNOME Display Manager
GNOME Display Manager è un programma di GNOME che permette ad un utente di effettuare il login grafico attraverso un server X Display o Wayland in un sistema UNIX.
Si propone come un'alternativa più semplice da usare del display manager predefinito di X, XDM; le sue principali alternative sono KDM, il Display Manager di KDE, LightDM, e XDM, il Display Manager di default di X.

## Descrizione
Consente di accedere all'ambiente desktop tramite un'interfaccia in cui inserire username, password ed eventualmente scegliere il window manager da avviare o scegliere di riavviare o arrestare il sistema.
Viene distribuito solitamente fra i pacchetti di GNOME, uno dei Desktop Environment più famosi ed è facilmente configurabile tramite l'utility gdmsetup o manualmente modificando il file:
```
/etc/X11/gdm/gdm.conf
```